# Klay Thompson
Klay Alexander Thompson (født 8. februar 1990) er en amerikansk basketball spiller, der spiller i den amerikanske liga NBA. Han er søn af tidligere NBA spiller Mychal Thompson. Klay Thompson blev valgt som nummer 11 i NBA draften 2011 af Golden State Warriors, som han stadig spiller for. Og det er også derfor at han har nummer 11 på sin spiller trøje 
Klay Thompson er to gange NBA All-Star(2015-2016) og har en NBA mesterskabstitel(2015). Han har været en af nøglespillerne for Golden State Warriors rekord sæson i 2016 med 73 vundne kampe, hvor de slog Chigaco Bulls tidligere rekord med 72 vundne kampe.
Han er den ene halvdel af en af de bedste duoer i NBA "The Splash Brothers" sammen med Stephen Curry, der er to gange NBA's MVP.